# Want To
Want To è un brano musicale della cantante britannica Dua Lipa, prima traccia della ristampa del primo album in studio eponimo, pubblicato il 7 settembre 2018 come unico singolo promozionale su etichetta discografica Warner Records in concomitanza con il singolo Electricity. Il brano è stato scritto dalla stessa cantante in collaborazione con Andrew Jackson ed Amish Patel, in arte ADP; quest'ultimo ne è anche produttore insieme a Stephen Kozmeniuk.

## Tracce
Download digitale
1. Want To – 3:31

## Classifiche
| Classifica (2018) | Posizione massima |
| ----------------- | ----------------- |
| Australia         | 83                |
| Irlanda           | 52                |
| Lituania          | 21                |
| Repubblica Ceca   | 91                |
| Slovacchia        | 61                |